# Фармацевтическая промышленность России
Фармацевтическая промышленность в России имела товарооборот в размере 16,5 млрд долларов (2016 год), что равнялось 1,3 % ВВП и 19,9 % расходов на здравоохранение.
Российская система здравоохранения финансируется за счёт федерального правительства, социальных расходов и Федерального фонда обязательного медицинского страхования.
Россия является нетто-импортёром фармацевтических препаратов, импортировав лекарства на сумму $8,9 миллиарда и экспортировав на $635 миллионов. Около 80 % импорта поступает из Европы, в основном из Германии и Франции.

## История

### Российская империя
Сравнивая фармацевтическую промышленность последних лет Российской империи и аптечный сектор раннего периода Советской России, можно найти различия в уровне здравоохранения и уровне жизни среднего городского и сельского населения до и после 1917 года. Кроме того, фармацевтическая промышленность и фармацевтический сектор ранней Советской России проливают свет на деятельность правительства и экономические проблемы во время Гражданской войны и периоды НЭПа.
Российская фармацевтическая промышленность быстро развивалась во второй половине XIX века в результате ряда факторов: возросшего внимания государства и общества к вопросам гигиены и общественного здоровья; продолжение фармакологических исследований в университетских и аптечных лабораториях; учреждение земств, чьи полномочия по охране здоровья населения имели более широкую основу, чем полномочия провинциальных советов по благосостоянию XVIII века; и, прежде всего, фармацевты-новаторы, которые объединили научные исследования новых лекарств, новых источников и методов производства традиционных лекарств с бизнесом контроля качества, упаковки, маркетинга, распределения и рекламы.
Российская фармацевтическая промышленность в поздний имперский период представляла отрасль в целом. В начале XX века в европейской части Империи было почти сотня фармацевтических предприятий. Семь находились в Варшаве, семь в Прибалтике, три в Кременчуге (Украина), семь в Твери, два в Казани, два в Костромской области, три в Нижнем Новгороде и два в Харькове. Одно или несколько предприятий находились в Олонеце, Двинске, Кавказе, Киеве, Саратове, Минске, Гродно, Кишинёве и Вильне. Около двенадцати предприятий располагалось в Санкт-Петербурге. Москва была центром фармацевтической промышленности, насчитывая около двадцати предприятий. Владельцами были частные лица, земства, медицинские общества, семейные ассоциации или товарищества, а также публичные акционерные общества. В 1880-х годах медицинские общества и земства в Полтаве, Чернигове, Харькове, Херсоне, Одессе и Самаре начали производить вакцины против оспы и бешенства, а также туберкулин. В 1896 году правительство основало в Санкт-Петербурге завод по производству лекарств для военных. Этот завод и Военно-медицинская академия в Санкт-Петербурге производили более шестидесяти наименований таблеток и других лекарственных препаратов.
Многие из этих фармацевтических предприятий конца XIX и начала XX века в России были небольшими мастерскими. Однако некоторые, в том числе «Товарищество профессора доктора Пеля и сыновей» в Санкт-Петербурге, Р. Р. Кёлер и В. К. Феррейн в Москве были крупными предприятиями, в которых работали сотни рабочих и использовались современные технологии. Александр Пель запатентовал спермин среди других лекарств и упаковал его в ампулы, которые он изобрёл. Фирма Феррейна нанимала химиков и имела лаборатории для тестирования и контроля качества. Фирма хорошо относилась к своим работникам: ещё в 1881 году Феррейн разработал план распределения прибыли для рабочих своих аптек, лаборатории и складов. В 1910 году меры безопасности защищали фабричных и лабораторных рабочих Феррейна, и они пользовались другими удобствами. Феррейн, Пель и Кёлер использовали современные методы маркетинга, продавая лекарства, бинты, мыло, косметику и чистящие порошки во внутренние районы через оптовые склады, агентов и иллюстрированные каталоги. Кёлер, Феррейн и Пель производили собственные упаковки и контейнеры. Российские фирмы конкурировали друг с другом и с иностранными фармацевтическими фирмами, работающими или продающими лекарства и расходные материалы в России, такими как «Merck & Co.», «Schering» и «Parke-Davis», «Davis and Company». Эксперты оценивали качество некоторых товаров, производимых российскими фирмами, на уровне зарубежных домов. Однако, когда предпочтение отдавалось товарам иностранных фирм, крупные российские фирмы привлекали покупателей, предлагая выгодные цены, кредитные условия и условия доставки. В отличие от экстравагантных заявлений поставщиков американских патентов или патентованных лекарств,
реклама российских фирм была умеренной и точной.
Поскольку Россия была интегрирована в мировую экономику и импортировала ряд сырьевых материалов, затраты, цены и прибыль российских фармацевтических фирм были привязаны к ценам международного рынка. В 1910 году, чтобы реализовать экономию на масштабе, ряд российских фармацевтических производителей и оптовых торговцев образовали акционерное общество для импорта, экспорта и внутренней торговли. Штаб-квартира ассоциации находилась в Москве, а филиалы — в Париже, Лондоне, Берлине и четырёх ключевых городах России.
В то время как растения оставались основой для многих важных лекарств, российские фармакопеи отражали более широкое использование готовых, синтезированных лекарств в западной медицинской практике. Из первой русской фармакопеи 1778 года было подготовлено всего около 120 наименований, или 25 %; к 1866 году русская фармакопея включала 427 готовых изделий, или 46 % от общего количества, а к 1890-м годам лекарственные средства на минеральной основе составляли 80 % всех наименований, перечисленных в русской фармакопее.
В конце XIX века российская фармацевтическая промышленность столкнулась с препятствиями в производстве некоторых важнейших лекарств и, следовательно, в конкуренции с иностранными фармацевтическими фирмами на мировом рынке и в самой России. Некоторые препятствия, мешающие развитию отрасли, были неподконтрольны ей, некоторые возникли по вине фармацевтической корпорации, а некоторые — из-за ошибочной политики правительства. Одним из факторов, тормозивших российскую фармацевтическую промышленность, было отсутствие источников, как заводских, так и химических. Нехватка растительных материалов, в свою очередь, была частично вызвана неспособностью их выращивать или ошибочной политикой правительства, а также иностранными (особенно немецкими) удушением патентов, но в основном из-за климатических и других природных факторов.
Хинное дерево и растение коки, являющиеся источниками соответственно хинина и кокаина, в России вообще не выращивались. Некоторые другие важные растения также не выращивались в России. Например, В. К. Феррейн долгое время боролся за культивирование на своей плантации под Москвой Hydrastis canadensis, растения, которое имело кровоостанавливающее свойство. В конце концов Феррейн добился успеха благодаря использованию специальных удобрений.
В других случаях растения, произраставшие в Империи и которые были необходимы для изготовления важнейших лекарств, имели недостаточное содержание алкалоидов. Российские фармацевтический компании импортировали йод, потому что лучшие источники данного вещества находились у побережья Чили и контролировались синдикатом. Были предприняты попытки получить йод из морских водорослей в водах Тихого океана, а в 1909 году — из соляного раствора и нефти на Апшеронском полуострове в Азербайджане; однако производство было незначительным. Также, российские компании импортировали опиум, так как содержание морфина в опиуме, выращиваемом на Кавказе, было намного ниже, чем требовалось национальной фармакопеей. Российское правительство запретило выращивание опийного мака в российском Туркестане (Средняя Азия) после завоевания этой территории в 1860-х и 1870-х годах из-за опасений роста наркомании и конфисковало незаконно производимый опиум. Однако, как позже выяснилось, конфискованный опиум не имел лекарственной ценности. В любом случае, даже если российский опий содержал надлежащее содержание алкалоидов, немецкая фирма «Bayer» имела патент на другой, более распространённый наркотик XIX и начала XX веков — героин.
Из-за монополии «Bayer», имевшая патенты на лекарства на основе каменноугольной смолы, таких как антипирин, антифебрин, фенацетин и аспирин, российские фирмы не могли производить лекарства из каменноугольной смолы. Помехой также служило минимальное производство в России побочных продуктов каменноугольной смолы, таких как бензол и толуол (ни Соединённые Штаты, ни Англия не производили достаточное количество этих продуктов до Первой мировой войны). Тем не менее, в 1886 году русский учёный Гинзберг синтезировал фенацетин, а фенол производили в Одессе до Первой мировой войны. Кроме того, хотя чистый бензол и толуол импортировались, до войны два или три российских завода производили бензол-сырец.
Некоторые правительственные постановления были полезны для фармацевтической промышленности или, по крайней мере, были оправданы с точки зрения общественного здравоохранения.  Так, регламент имперского МВД о рекламе и продаже безрецептурных лекарств защищал потребителей от сомнительных лекарств, подобных тем, которые пили американцы в XIX и начале XX веков. Противоречивые законы, изданные в XIX веке министерствами финансов и внутренних дел о продаже готовых лекарств в фармацевтических магазинах или аптеках, поначалу могли работать на пользу как розничным предприятиям, так и промышленности. Медицинский совет Министерства внутренних дел был обеспокоен тем, что готовые лекарства должны продаваться точно в том виде, в котором они были получены, а Министерство финансов, с другой стороны, сосредоточилось на хранении в аптеках и раздельной доставке медикаментов и других товаров.
Однако, в конечном итоге данные регламенты и строгие правила, касающиеся открытия и производства фармацевтических заводов, задушили отрасль. Точно так же пошлины начала XX века, которые отдавали предпочтение импортным препаратам и штрафовали за импорт сырья, которого не хватало в России и которое было необходимо российским фармацевтическим производителям, нанесли ущерб отрасли.
В 1911 году председатель Совета министров и министр внутренних дел Пётр Столыпин пытался поднять российскую фармацевтическую промышленность, не отказываясь от государственного контроля, поощряя отечественные фирмы производить заменители (дженерики) иностранных препаратов. Названия российских лекарств могли быть похожи на названия иностранных продуктов, но на этикетках должно было быть указано местное происхождение. Иностранные, и особенно французские компании были возмущены, но эта мера имела небольшой практический эффект, поскольку большие тарифы и путаница правительственных постановлений, ограничивающих российские компании, оставались в силе.
Наконец, консервативные фармацевты, опасавшиеся, что фабрика заменит аптеку, а также предпочтение российских врачей и их пациентов иностранным товарам, — мешали развитию отечественной фармацевтической промышленности.
Тем не менее, накануне Первой мировой войны российская фармацевтическая промышленность обеспечивала значительную часть медицинских потребностей Империи. Тогда подданные империи использовали лекарства отечественного производства на 7 миллионов рублей против импортных фармацевтических препаратов на 3 миллиона рублей. Иными словами, жители империи использовали 39 важнейших лекарств и дезинфицирующих средств отечественного производства против 48 импортных товаров, хотя некоторые из отечественных лекарств и продуктов могли быть произведены иностранными фирмами, работавшими в России. Некоторые земства частично или исключительно полагались на лекарства отечественного производства.
Российские медицинские и фармакологические исследователи шли в ногу с новыми медицинскими разработками, а российская фармацевтическая промышленность даже внесла свой вклад в западную терапию. В отчёте «Merck & Co.» 1897 года о западной фармацевтической промышленности говорилось о новаторстве российских исследователей в использовании местных растений, таких как Períploca gráeca из региона Чёрного моря, для лечения сердечных заболеваний, а также таких продуктов, как нафталана. В отчёте «Merck & Co.» 1899 года говорилось о немецких, итальянских и французских исследованиях новых средств от венерических и кожных заболеваний и инъекций железистого материала (в которых участвовали российские исследователи). «Merck & Co.» также проанализировал российские исследования средства на растительной основе для устранения тусклости роговицы и новых химических средств от детских кишечных заболеваний, бронхита и одышки, а также вещества для повышения аппетита у пациентов с лейкемией и анемией.
Между 1909 и 1911 годами производство салициловой кислоты в России заметно увеличилось, хотя в период с 1911 по 1912 год её производство снизилось. Лаборатория, созданная в 1914 году в Российском акционерном обществе химической промышленности под названием «Русский краситель», послужила основой для производства русской версии нового противовенерического сальварсана.
Перед Первой мировой войной российским потребителям предлагался широкий ассортимент лекарств, фармацевтических товаров и предметов домашнего обихода. В довоенном каталоге московского склада Оскара Гетлинга рекламировалось множество лекарств, продуктов питания, туалетной бумаги, мыла и чистящих средств, в том числе две страницы, посвящённые продукции Пеля. В каталоге Кёлера и компании за июнь 1914 года рекламировался серный эфир, двадцать видов капель, включая валериану и мяту, сиропы от кашля, хинин, салициловые препараты, вазелин, ментол, борную кислоту, различные масла — ртуть, цинк, серу, мышьяк, печень трески и рыбий жир, дезинфицирующие средства, анестетики, зубная паста и другие материалы для гигиены полости рта, все виды мыла для людей и животных, пищевые добавки, красители, туалетная бумага, косметика и фотооборудование. Компания Кёлера производила многие из этих изделий.
Накануне войны российские фирмы производили достаточное количество гигроскопической марли «высшего качества», нерафинированный или ненаркотический хлороформ, эфир, хлопок, бинты и другие лекарственные средства. 
До Первой мировой войны в России производилось достаточное количество вазелинового масла, в основном для домашнего использования. Россия занимала четвёртое место в мире по производству ртути (обычного лекарства от сифилиса, а также других болезней), хотя во время войны поставки были незначительными.
Конечно, отечественного производства, дополненного импортом, было недостаточно для того, чтобы в достаточной мере обеспечить необходимыми лекарствами население империи. Требовалась эффективная сеть аптек и других предприятий розничной торговли. Хотя количество аптек по закону было ограничено, за десять лет до Первой мировой войны подданных во всех частях империи довольно хорошо обслуживали более 4800 аптек, от 8000 до 9000 аптекарские магазины, которые продавали безрецептурные лекарства (и их количество увеличивалось, потому что они были менее регламентированы, чем аптеки), больничные и поликлинические аптеки и небольшие аптечки. Правительство устанавливало цены (которое периодически пересматривалось) на лекарства, отпускаемые в аптеках. Средняя стоимость рецепта в начале XX века колебалась в пределах 40-50 копеек, но было принято много положений, чтобы снабжать бедных медикаментами по сниженной цене. Сельские жители обслуживались хуже, чем горожане. Частные сельские аптеки росли быстрее, чем полностью оборудованные (нормальные) аптеки, и даже преобладали в некоторых регионах, например в странах Балтии. Тем не менее, из-за плохой инфраструктуры и отсутствия у фармацевтов энтузиазма к жизни в сельской местности на душу населения приходилось меньше сельских аптек, чем городских. Кроме того, сельские аптеки часто не были полностью укомплектованы или управлялись неквалифицированными фармацевтами. Фирма Кёлера производила, упаковывала и продавала масла и капли крестьянам для самолечения, но сельские жители иногда прибегали к домашним средствам или самозваным целителям (бабкам и знахарям).
Государственные аптеки составляли лишь небольшую часть всех аптек в поздней имперской России. Однако, сильное социалистическое движение продвигало их с четвёртой четверти XIX века до Первой мировой войны. С 1880-х годов сторонники земской аптеки выступали за отпуск лекарств по льготным ценам или бесплатно для всех земских налогоплательщиков. Между 1904 и 1914 годами левые фармацевты настаивали на муниципализации частных аптек, которые выкупались и передавались земствам и муниципалитетам. Несмотря на признаки того, что земские аптеки часто были дорогостоящими и неэффективными, в период с 1907 по 1911 год кружок кадетских и октябристских депутатов Государственной думы работал над расширением земских и муниципальных аптек и, наконец, принял закон, дающий земствам и городам преимущество перед частными предпринимателями в открытии аптек. Правительство неоднозначно высказалось как в отношении неограниченного открытия фармации и аптек, так и в отношении государственных и частных аптек. С конца 1890-х годов несколько министров внутренних дел выступали за усиление государственной аптеки в разрабатываемом новом уставе аптеки, но в меньшей степени, чем того хотели социалисты и либеральные депутаты Думы. 
В конце 1911 года Государственный совет принял закон, разрешающий земствам и городам открывать аптеки без предварительного разрешения правительства (явочным порядком). Подписанный императором Николаем II 12 февраля 1912 года новый закон нанёс ущерб некоторым владельцам частных аптек, но мало что сделал для улучшения отпуска лекарств для сельских жителей в России и на Украине, не говоря уже о Кавказе, Средней Азии и Сибири.
Фармацевты-марксисты поддерживали рост фармацевтической промышленности, потому что она была более научной, чем приготовление лекарств в аптеке. Тем не менее, они организовывали забастовки во время революции 1905—1907 годов и во время Первой мировой войны, пытаясь радикализировать фармацевтов, работавших на фармацевтических фабриках, а также в фармациях и аптеках, хотя последние были в основном безразличны к их призывам.
Первая мировая война по-разному повлияла на российскую фармацевтическую промышленность. Были прерваны торговые связи с импортом готовых лекарств и фармацевтического сырья. Заводы в Прибалтике и других прифронтовых районах были перемещены во внутренние районы, что привело к срыву операций. Царство Польское, важный центр фармацевтической промышленности, перешла под контроль Германии летом 1915 года.
Использовались кольцевые торговые пути, устанавливались новые торговые связи, в основном с Японией, и, что наиболее важно, Российская империя стремилась к импортозамещению. Многие слои населения — владельцы аптек и фармацевтических заводов, земства, города и Всероссийский земский союз, университетские учёные, научные общества, правительство, религиозные организации и широкие слои населения — все они предпринимали безумные попытки собрать и выращивать лекарственные растения, разрабатывать и перерабатывать новые минеральные источники и нарушать патенты, чтобы производить жизненно важные лекарства и материалы, которые до этого импортировались. Правительство предоставило средства для многих из этих проектов и, что очень важно, к 1916 году ослабило контроль над утверждением продуктов.
Советские фармацевтические руководители высоко оценили усилия по получению йода на заводах, построенных в 1916 году недалеко от Архангельска на берегу Белого моря и в Беюк-Шоре, солёном озере недалеко от Баку, а также усилия по развитию производства йода в Черноморском регионе и на озере в Омске. В 20-е годы Советы продолжили использовать фабрики «Белое море» и «Беюк-Шор». Советские власти также высоко оценили попытки развить выращивание опиума в Средней Азии в 1916 году. Советы также продолжили производство на заводе Феррейна карболовой кислоты из донецкого фенола, добытых в 1915—1916 годах, которое заменило то, что производилось на варшавском газовом заводе, перешедшем в руки Германии летом 1915 года, а также продолжили эксплуатировать тринадцать салициловых заводов, построенных до или во время войны.
Некоторые попытки импортозамещения во время войны были омрачены дублированием, расточительством и неудачами. Однако, усилия военного времени также привели к появлению новых предприятий; новых лекарств, особенно противовенерических препаратов, в том числе арсола, заменитель сальварсана; производство каменноугольных продуктов, необходимых для современных приготовлений на основе каменноугольной смолы; и увеличенное производство салициловой кислоты, небольшого количества йода, опиатов, сиропов от кашля и медицинских принадлежностей. К концу 1916 года некоторые лекарства были в изобилии, и цены соответственно на них упали.
Таким образом, в 1916 году российская фармацевтическая промышленность была более здоровой, чем до войны. Но частных предприятии не было. Местные чиновники, победившие на выборах в городские думы, и многие академические фармацевты и учёные, которые сыграли важную роль в организации фармацевтического производства во время войны, присоединились к социалистическим фармацевтам в критике частных предпринимателей и в защите фармацевтической промышленности, организованной и субсидируемой государством и управляемой государственными агентствами.

### Советская фармацевтическая промышленность в 1920-е годы
В революционный 1917 год социалисты-фармацевты преследовали и ослабляли владельцев частных аптек и отчасти фармацевтических заводов. После Октябрьской Революции в октябре 1917 года социалисты-фармацевты начали «муниципализовать» частными аптеками, что означало их изъятие без права компенсации и передача муниципальным думам.
Вскоре большевики обуздали муниципализацию. Несмотря на то, что муниципализация часто следовала тщательно продуманным процедурам, большевистское правительство назвало её «хаотической». На центральном уровне были организованы многочисленные аптечные организации — аптечный отдел в новом Комиссариате здравоохранения, Фармацентр в «Высшем совете народного хозяйства» (ВСНХ) и некоторое время аптечный отдел в Наркомате внутренних дел, а также отделы на областном и районном уровнях. В число руководителей этих организаций входили радикальные социалисты, некоторые из которых были бывшими меньшевиками, реформаторы, которые не казались радикальными до и во время войны, и по крайней мере один человек, связанный с бывшим фармацевтическим истеблишментом. Некоторые из сотрудников новой аптеки были фармацевтами, другие — нет. В течение 1918 и 1919 годов большевистские власти конфисковали аптеки, фармацевтические фабрики и склады у их владельцев — частных лиц, корпораций, земств — и передали их в управление правительственным учреждениям. 
Большевистское правительство регулировало отпуск и фармацевтическое обучение, так же как и царское и Временное правительства до него. Однако, большевистское правительство теперь владело фармациями, аптеками, лабораториями и фармацевтическими заводами, и поэтому его правила были гораздо более всеобъемлющими и навязчивыми. Государственные аптеки управляли фармацевтическим производством. Во имя рационализации советское правительство пыталось централизовать оптовую торговлю фармацевтическими препаратами, финансирование работы и обслуживания аптек и других предприятий, а также заработную плату.
Во время Гражданской войны и в 1920-е годы советская аптека и фармацевтическая промышленность столкнулись с множеством проблем, таких как — нехватка лекарств, фармацевтов и аптек, плюс тот факт, что советская фармацевтическая промышленность отставала от Запада, сводя на нет успехи, достигнутые во время Первой мировой войны. В какой-то степени это объяснение было верным. Например, крестьяне Полтавской губернии сократили производство мяты во время Мировой и Гражданской войн, что затруднило производство мятного масла. Экспорт спорынья, ликоподия, солодкового корня и некоторых других лекарственных растений резко упал во время Гражданской войны, хотя это не доказывает, что они были недоступны для домашнего потребления.
Однако, многие проблемы, с которыми столкнулась аптека и фармацевтическая промышленность в конце гражданской войны и на протяжении 1920-х годов, были связаны не с войной как таковой, а с конкретной политикой советского правительства. Экспроприация аптек, лабораторий и заводов имела разрушительный эффект и привело к потере многих опытных фармацевтов. Некоторые фармацевты остались управлять национализированными предприятиями и государственными учреждениями. Некоторая часть из них бежали из страны, когда их собственность была конфискована. Оставшихся фармацевтов заставляли работать сверхурочно за мизерную плату. Фармацевтическое образование и подготовка новых кадров ухудшились, поскольку студенты-фармацевты, химики, парафармацевты или практиканты были вынуждены отказаться от них. С другой стороны, количество аптек и администраторов увеличивалось. Нехватка лекарств, мыла и фармацевтического оборудования для населения отчасти была вызвана реквизицией для нужд Красной Армии, но также и настойчивым требованием правительства централизовать снабжение, распределение и финансирование. Власти строго наказали фармацевтов, пытавшихся получить товары вне государственной сети. Количество фармации и аптек сократилось отчасти из-за нехватки материалов, денег и квалифицированных фармацевтов, но также и из-за того, что новые должностные лица аптек произвольно закрыли многие предприятия розничной торговли.
Новая экономическая политика (НЭП) была введена в действие в марте 1921 года. Некоторые аптеки были сданы в аренду частным группам. Однако другие аптеки, фармацевтические заводы и склады, импортные и аптекарские магазины оставались под контролем государства. В 1923— 24 годах два главных центральных правительственных учреждения управляли фармацевтическими предприятиями и импортировали фармацевтические товары. Фармацевтические заводы, оптовые склады и некоторые аптеки находились в ведении Фарматреста, аптечного треста Высшего совета народного хозяйства (ВСНХ). Импорт и экспорт, некоторые склады, а также некоторые фармации и аптеки находились в ведении Госмедторга (Государственное управление торговли медицинским имуществом) в Комиссариате здравоохранения. В апреле 1924 года эти два государственных органа были объединены в акционерное общество «Госмедторгпром» («Акционерное общество производства и торговли химико фармацевтическими препаратами и медицинским имуществом»). Провинциальные организации, известные как Губмедторги, управляли фармацевтическими заводами в Ленинграде, на Украине и в Грузии.
Во время НЭПа, и во время Гражданской войны, несколько фармацевтических агентств вели войны за территорию. Между 1924 и 1927 годами Наркомат здравоохранения и ВСНХ выступили против Наркомата торговли по вопросам производства и импорта, что, по словам одного советского фармацевта, привело к «излишним расходам, вредной конкуренции и препятствиям для роста фармацевтической промышленности». 
В 1923 году десять торговых компаний были объединены в Государственную химико-фармацевтическую торговую компанию «Химфармторг» (Контора по торговле химико-фармацевтическими товарами и предметами санитарной гигиены). Однако, к 1926 году «Химфармторг» находился в разладе с Комиссариатом внешней торговли и подвергался преследованиям со стороны Рабкрина (Рабоче-крестьянской инспекции). Рабкрин обрушился на «Химфармторг» за передачу лекарств в частные руки, помимо прочего, не допустил «Химфармторга» к участию в национальном конгрессе и планировал ликвидировать организацию. Совет директоров сопротивлялся, опубликовав брошюру, в которой излагалась их точка зрения.
В 1923-24 гг. производительность советской фармацевтической промышленности ещё больше снизилась, по этим и некоторым другим причинам фармация во время НЭПа развивалась неуверенно и беспорядочно. Кроме того, в то время как импорт лекарств и потребительских товаров в сочетании с внутренним производством новых лекарств, некоторые в достаточном количестве, а также производство косметики, туалетных принадлежностей и моющих средств — все это принесло пользу городским потребителям, лекарств и мыла катастрофически не хватало в сельских районах, где жила большая часть населения.
В ноябре 1923 года в каталоге бывшей фабрики Кёлера, переименованной в «Семашко», снова были перечислены лекарства, мыло, стиральный порошок, холодный крем «Метаморфоз», духи, пудра для лица, зубная паста и пудра, шампунь, туалетная бумага «Комфорт», русский вазелин, яичный краситель и фруктовая эссенция, но количество и разнообразие предметов в каталоге было меньше половины от списка 1914 года.
В 1924 году Л. Гарцштейн обрадовался возобновлению и увеличению производства многих продуктов, таких как антифебрин, ртуть, фитин, дигален, героин, дионин, пантопон, новосальварсан, азотная кислота, барий для рентгеновских лучей, амигдалин, танин, оварин, салол, аспирин, наркотический хлороформ, терпингидрат, серный эфир и кодеин. Однако, многие из этих товаров зависели от сырья из-за границы и производились в очень небольших количествах, что вынудило Гарцштейна признать, что советский выпуск этих товаров удовлетворял лишь около 60 % потребностей Союза. В 1926 году украинский аптечный журнал угрюмо признал, что советская аптека и фармацевтическая промышленность отстали от Запада и не двигались вперёд должным образом.
Достижения, которые российская фармацевтическая промышленность реализовала во время НЭПа, можно отчасти приписать энергичным советским фармацевтам, руководителям фармацевтических предприятий и сотрудникам аптек. Но фармацевтическое производство в 1920-е гг. во многом было обусловлено и дореволюционной базой. Заводы, склады и торговые сети, созданные русскими, иностранцами и земствами до и во время Первой мировой войны, составляли основу советской фармацевтической промышленности. Кроме того, большая часть производства в 1920-х годах была основана на исследованиях и производстве, начатом накануне или во время Первой мировой войны. Аптеки Кёлера в Москве и торговые точки во Владивостоке, Харькове, Архангельске, Ташкенте, Ростове-на-Дону и Западной Сибири позволили Фарматресту, а затем Госмедторгпрому продавать продукцию фабрики «Семашко» по всему Советскому Союзу. Земские склады и оптовый склад Земского Союза были главными приобретениями Наркомата здравоохранения. Йодный завод, расположенный в Беюк-Шоре недалеко от Баку и на Белом море недалеко от Архангельска, оба построенные в 1916 году, составляли основу советского производства йода. Лаборатория 1914 года в российском акционерном обществе «Русский краситель» составляла ядро советского анилинового треста и производила советский сальварсан.
Между тем, неудачи, с которыми столкнулась советская фармацевтическая промышленность в конце НЭПа, были частично вызваны ошибочной политикой правительства, но, кроме того, теми же естественными и непреодолимыми условиями, которые блокировали российскую фармацевтическую промышленность в царский период.
Осенью 1924 г. Ф. А. Феррейн подсчитал, что 70 % потребностей Советского Союза в салициловой кислоте покрывались за счёт внутреннего производства. К 1928 году Феррейн утверждал, что советское производство чистого бензола и толуола гарантировало потребности Союза. Государство регулировало цены на фармацевтические товары. В 1927 году были установлены значительно более низкие цены на салициловые препараты, новосальварсан, папаверин, пантопон благодаря улучшенному и увеличенному производству этих продуктов. К 1924 году советская аптека производила два сердечных препарата — Гитален и Диринорм — в качестве заменителей импортных дигален и дигирпуратума. К июню 1927 года советская фармацевтическая промышленность производила ряд ранее импортированных таблеток, таких как Атофан и Бромурал, и цены были соответственно снижены. В 1928 году российский вазелин по качеству уже не уступал американскому.
В 20-е годы советская фармацевтическая промышленность находилась в плачевном состоянии. В 1924 году Ф. А. Феррейн перечислил около 15 продуктов, которую отечественное производство не могло производить в нужных количествах, включая кокаин, хинин и стрихнин. Несмотря на неоднократные попытки произвести йод из золы водорослей Белого моря, его производство оставалось минимальным в течение 20-х годов по той же причине, которая преследовала промышленность в имперский период: неадекватные источники с недостаточным содержанием алкалоидов. В 1927 году Тиллес признал, что йод, полученный из пепла беломорских водорослей, удовлетворяет лишь небольшую часть потребностей Советского Союза, и содержание завода вряд ли стоит потраченных на него денег. Завод по переработке рассола на озере Беюк-Шоре (недалеко от Баку) был более производительным, но в конце 20-х йод в значительной степени импортировался. Хинин, атропин, бромид и некоторые другие алкалоиды были полностью импортированы. 
В 1923 году дореволюционная фабрика «Арс», национализированная и переименованная в Московский государственный завод № 14, была сдана в аренду и под названием «Арс» рекламировала производство морфина, дионина и героина. Однако, как и в имперский период, содержание морфина в опиуме Центральной Азии колебалось от 4,5 до 18 % (в среднем от 7 до 14,5 %), что делало советский опий адекватным для внутренних нужд, но не конкурентоспособным на мировом рынке. Действительно, недостаточные поставки сырья или недостаточное содержание алкалоидов продолжали преследовать советскую фармацевтическую промышленность в последующее десятилетие, что, как и прежде, вызывало необходимость импорта большинства препаратов: кокаина, морфина и йодида в 1934 году.
В 1926 и 1927 годах был построен первый в России азотный завод и планировалось строительство суперфосфатного завода. В конце 1928 года в Советский Союз импортировались как гидрофосфаты, так и многие готовые лекарства. Детский шоколадный порошок советского производства, имитирующий шоколадный порошок Nestlé по качеству сильно отставал от западного и был менее питательным. В 1924 году производство бензойной кислоты и адреналина было ограниченным, но качество советского продукта не было равным американским препаратам. Некоторое время ланолин не производили из-за нехватки кожного масла хорошего качества.
Во время НЭПа советская фармацевтическая промышленность по-прежнему в основном полагалась на лекарственные травы; основные статьи экспорта были такими же, как и до войны. Еще в 1924 году чиновник аптеки раскритиковал невнимание к выращиванию важных лекарственных растений в России и заявил, что пора было прислушаться к предложениям по этому поводу, относящимся к 1915-1916 годам. Он особо отметил необходимость выращивания корня валерианы. 
В 1927 году все ещё не существовал дефицит корня валерианы, черники, шалфея, ромашки и некоторых других важных растений. В том же году межведомственные конфликты задержали выращивание и сбор важнейших лекарственных растений. Точно так же производство рыбьего жира сократилось в 1927 году из-за того, что Рыболовный фонд сократил производство.
Условия оптовой продажи во время НЭПа были не такими выгодными, как в дореволюционный период. В 1923 году Семашко-Кёлер предлагал скидки на крупные заказы. К 1927 году Госмедторгпром был экономным: цены отражали себестоимость продукции, они были твердыми, и больше не было скидок на крупные заказы.
К 1926 году было очевидно, что концентрация производства и торговли в нескольких государственных учреждениях, а не их распределение между несколькими организациями, в большинстве своем управляемыми частными предпринимателями, не дала намеченной экономии за счет масштаба. Чрезмерная консолидация была обременительной, постоянная реорганизация — разрушительной. Политическое соперничество между государственными органами отрицательно сказалось на их балансах и национальном бюджете. На затраты и цены также влияла как потребность отрасли в импорте, который иногда был дорогостоящим, так и колебания мировых цен.
В 1924–1925 гг. рецепты стоили в среднем на 41 % дороже, чем до Первой мировой войны. Но оптовые затраты выросли в среднем на 87 % по сравнению с довоенным периодом. Тем не менее, в 1927 году Совет Труда и Обороны (СТО) приказал фармациям и аптекам продавать по более низким ценам, а в некоторых районах цены были снижены на 10–12 %, что заставило сотрудников аптек опасаться, что аптеки не будет получать достаточно прибыли, чтобы платить зарплату.
Как и в имперский период, увеличения внутреннего производства, дополненного импортом лекарств и материалов, которые Россия не могла производить, было недостаточно для обеспечения населения достаточным количеством лекарств, туалетных принадлежностей, чистящих порошков и тому подобного. Чтобы потребители были в выигрыше, нужна была адекватная сеть фармации и аптек. 
В период с 1922 по 1925 годы некоторые действующие аптеки были сданы в аренду частным группам; в 1924 г. проводился конкурс на лучшую аптеку.
Однако, в 1924—1925 годах аптек в РСФСР было на 39 % меньше, чем было до революции. В Костромской губернии, например, до 1917 г. действовало 34/35 аптек — земских, фабричных, войсковых и частных; 11 действовали в Костроме, 3 из них находились в частной собственности. В 1924 г. при губернском врачебном объединении действовало всего 7 аптек; в городе Костроме их было всего три. А в 1925 году местные государственные аптечные организации начали возвращать в свое управление арендованные аптеки.
Положение аптек в деревне во время НЭПа было плачевным, в основном из-за расчетливой государственной политики. В 1919 и 1920 годах власти закрыли почти все сельские аптеки. В начале НЭПа, когда правительство разрешило открывать аптеки частными группами или отдельными лицами, деревня была лишена квалифицированного медицинского персонала и медикаментов.
Фармацевтическая ситуация в деревне не улучшалась по мере развития НЭПа во многом из-за запрета Наркомздравом безрецептурной продажи в мелких частных лавках и на рынках готовых лекарств (фасовок), которые можно было принимать без рецепта врача. В 1927 году в деревне еще практически не было аптек и аптечных магазинов. Крестьяне не могли купить мыло и основные лекарства. Кооперативы и частные лица засыпали Госмедторгпром запросами на поставки этих товаров.
Кроме того, в 1927 году как крестьяне, так и горожане пострадали от мер Госмедторгпрома по сокращению издержек — сокращения производства и повышения цен на основные товары, такие как лекарственные травы и зеленое мыло (последнее из-за увеличения стоимости ингредиентов). Кроме того, тариф, сформулированный Комиссариатом внешней торговли летом 1927 г., устанавливал очень высокие пошлины на ввозимые дозированные лекарства, косметику и медицинские инструменты.
К январю 1930 года, когда коллективизация шла полным ходом, в некоторых сельских районах остро встали фармацевтические проблемы. Как писал Химико-фармацевтический журнал, в деревнях совершенно отсутствовали такие необходимые товары, как мыло и зубной порошок. Одна сельская аптека обслуживала десять сел в радиусе 30-40 километров. Тем временем свирепствовали трахома и чесотка.
Во время НЭПа практикующие фармацевты, в отличие от фармацевтов, ставших государственными чиновниками, жили не очень хорошо. Фармацевты или рабочие фармацевтических заводов пользовались летними каникулами. Но ночное дежурство, мера, против которой фармацевты протестовали в течение многих лет до революции, все еще было характерной чертой жизни аптечного работника в 20-е годы. 
До 1927 года все еще имело место использование неоплачиваемых подмастерьев и неоплачиваемых практикантов или парафармацевтов. Прежняя практика продолжалась главным образом потому, что у студентов-фармацевтов не было лучшего способа освоить профессию; использование практикантов продолжалось отчасти из-за нехватки фармацевтов, а отчасти потому, что правительственный циркуляр 1925 г. требовал, чтобы любой, кто не занимался аптечной практикой в течение пяти лет, проходил обучение в аптеке в течение шести месяцев, а любой, кто отсутствовал более пяти лет, обучался в течение одного года. Во время НЭПа заработная плата работникам аптек не отставала от дореволюционного состояния. Так, в Киеве, где аптеки были национализированы в 1919 г., средняя заработная плата неквалифицированного аптечного работника в 1924 г. составляла 70% довоенной заработной платы. К 1927 году в целях экономии аптеки сокращали персонал.
Таким образом, был подорван тот профессионализм, которого фармацевты добивались с таким трудом в дореволюционный период. С течением некоторого времени у будущих фармацевтов появилась реальная перспектива по улучшению образования и обучения. В 1924 году правительство учредило в Москве Высший фармацевтический институт. В результате предложений царского министра просвещения Павла Игнатьева в 1915 году[уточнить] институт предусматривал четырехгодичный курс обучения — три триместра и один семестр для дипломной работы. В 1924 г. было зачислено более 800 человек, что свидетельствовало о том, что, несмотря на проблемы, профессия фармацевта оставалась так же привлекательна, как и до революции. 

В Ленинграде после Октябрьской революции также был создан Высший фармацевтический институт.

## Современность
На начало 2008 года в фармацевтической промышленности действовали около 350 предприятий, которые имеют лицензии на производство лекарств. 10 крупнейших заводов выпускают более 30 % производимых в России лекарств. .
Фармацевтическая отрасль России обеспечивает российское здравоохранение примерно на 70 %.
В 2007 году объём экспорта лекарственных средств из России составил около 6 млрд рублей
В 2010 году велись переговоры между ГК нанотехнологий («Роснано») и британскими партнёрами по созданию крупной фармацевтической компании по созданию инновационных фармацевтических препаратов; объём проекта $900 млн.
В июне 2023 года Правительством РФ была утверждена стратегия развития фармацевтической промышленности до 2030 года. Она должна способствовать реализации ряда целей, среди которых: рост доли препаратов, производящихся в рамках полного цикла и находящихся в списке стратегически важных, до 80%; увеличение объема российских лекарств на рынке в денежном выражении с  36,6 % до 42,7%, а также объема рынка препаратов с 2,25 трлн до 3,76 трлн руб. в год и экспорта с1,26 млрд долларов до 3,4 млрд долларов в год.

По информации вице-премьера РФ Татьяны Голиковой, на середину 2024 года около 46% наименований лекарств производятся в России в рамках полного цикла. Всего же в РФ производится 63% лекарств. Рост объема фармацевтического производства занимает третье место среди других отраслей.

## Местный рынок
Российский фармацевтический рынок является одним из наиболее растущих в мире; в 2008 году продажи на нём составили около 360 млрд рублей. 
К крупнейшим производителям по розничным продажам относятся «Sanofi», «Bayer», «Novartis», «Servier», «Фармстандарт» — крупнейший отечественный производитель по объёмам продаж, заняв 18-е место в 2015 году.
Фармацевтический рынок России можно разделить на лекарства, отпускаемые по рецепту и без рецепта. Продажи рецептурных препаратов исторически занимали самую большую долю рынка, захватив 61 % рынка в 2016 году. В категории рецептурных препаратов преобладают продажи непатентованных лекарств (64,5 %). Из всех продаж фармацевтической продукции они составляют лишь 39,4 %.
Наиболее распространёнными заболеваниями в России являются сердечно-сосудистые заболевания, рак и ВИЧ. В результате фармацевтические препараты для лечения этих заболеваний занимают лидирующие позиции в фармацевтической промышленности в России.
Количество аптечных сетей постоянно растёт и в настоящее время превышает 50 тысяч. Большая часть продаж приходится на следующие сети: «Аптечная сеть 36,6», «Самсон-Фарма», «Ригла» и «Неофарм».
Дистрибьюторы
Производители лекарств предпочитают не работать напрямую с розничными аптечными сетями или аптеками, вместо этого полагаясь на дистрибьюторов (распространителей) в продвижении своей продукции в розничные точки. Дистрибьюторы имеют обширные базы контактов и работают с прямыми розничными каналами сбыта. По данным DSM, одного из крупнейших российских фармацевтических агентств, четыре основных дистрибьютора включают «Katren», «Protek», «Rosta» и «CIA».

## Усилия по импортозамещению
Правительство России нацелено на создание собственной фармацевтической отрасли. Основным документом, регулирующим этот фокус, является «Стратегия Фарма 2020», его основная цель — снизить зависимость российской экономики от импортных фармацевтических препаратов. В июле 2016 года премьер-министр РФ Дмитрий Медведев заявил, что ожидает увеличения внутреннего производства с 28,5 % до 75 % к 2020 году.
Ввиду того, что в 2022 году отдельные иностранные компании заморозили новые исследования, отечественная фармпромышленность интенсифицировала разработку российских лекарств — на разных стадиях испытаниях находятся несколько десятков новых препаратов.
В январе 2023 года глава Минпромторга РФ Денис Мантуров сообщил о том, что на данный момент российская фармпромышленность производит 82 % всех наименований из перечня жизненно необходимых, важнейших лекарственных препаратов, а в 2022 году объем производства в данной сфере вырос более чем на 15 %.
В рамках процессов наращивания технологической независимости, по информации министра, в 2022 году было запущено семь предприятий  производству фармсубстанций. 
Также в 2022 году на 30 % выросло количество клинических исследований новых препаратов и российскими компаниями зарегистрировано 130 новых лекарств. По словам Мантурова, за счёт новой инвестиционной платформы, будет создано около 145 новых субстанций..
По информации замминистра промышленности и торговли РФ Екатерина Полежаевой, к 2024 году производство лекарственных препаратов появилось во всех федеральных округах страны, его прирост в денежном выражении с 2004 года составил 406%. Объемы производства продемонстрировали положительную динамику: в 2022 на 22% больше чем в 2021, в 2023 году на 13% больше чем в 2022.